# Gold Strike

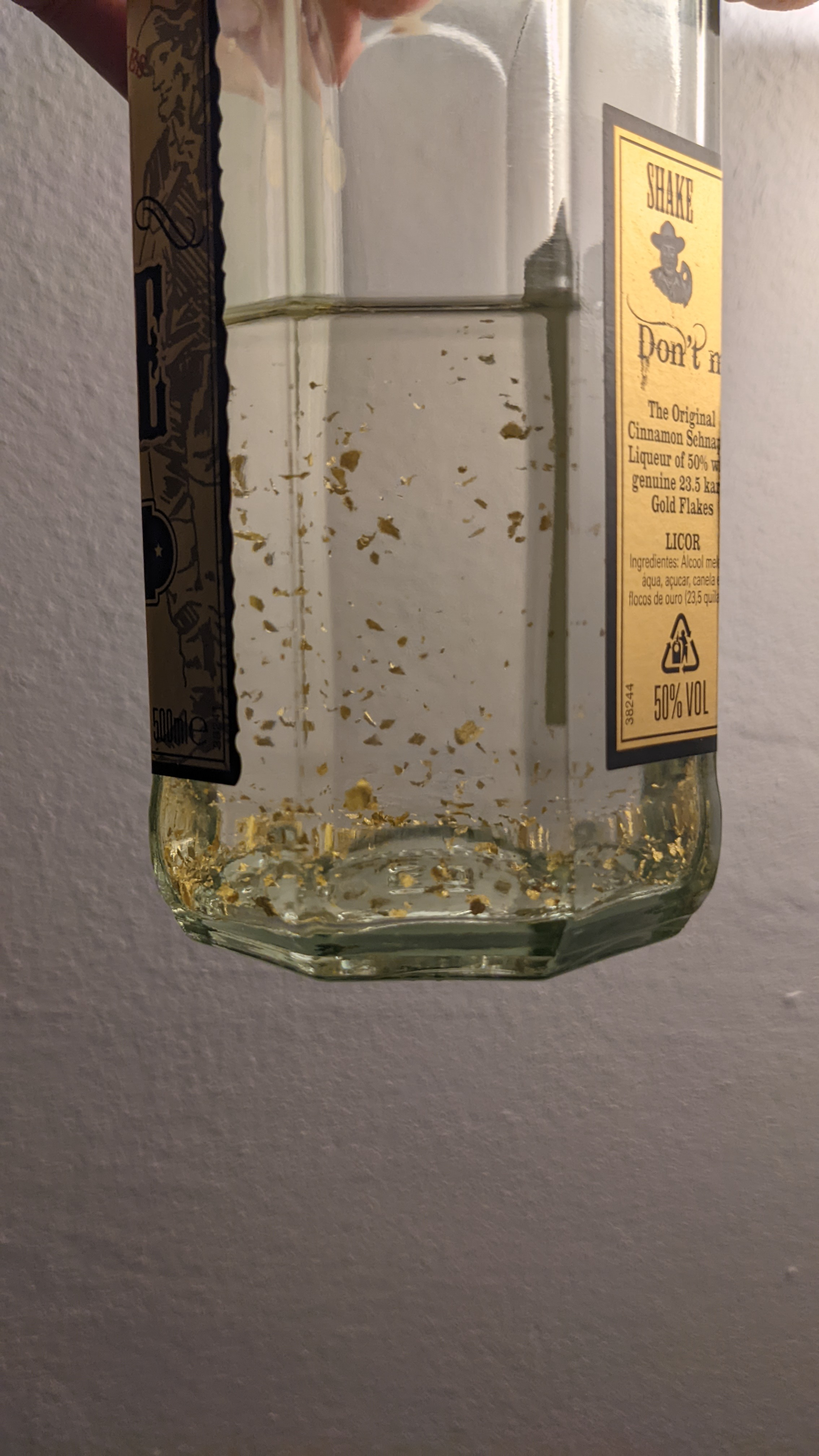
Une bouteille de liqueur Gold Strike contenant des feuilles d'or.

Gold Strike est une marque commerciale exploitée pour une liqueur aromatisée à la cannelle fabriquée et propriété de l'entreprise Bols.
Il s'agit d'une boisson alcoolisée avec une teneur en alcool de 40 % vol (modifié le 05/10/19, auparavant 50 %). La liqueur, incolore, est sirupeuse. De fines feuilles d'or de 23,5 carats y sont en suspension et constituent une des particularités du produit.
L'autre particularité est son mode de consommation :
- cette liqueur se boit à l'aide d'un verre à shooter (shot glass en anglais) accompagné d’un couvercle improvisé (le plus souvent la paume de la main) ;
- il faut taper le verre sur le comptoir ou la table à plusieurs reprises, puis l'ingurgiter d'un seul coup (« cul sec ») ;
- après avoir avalé, il faut aspirer par la bouche les vapeurs encore présentes dans le verre.

On peut également, après l'avoir secoué et servi, la flamber quelques secondes pour en diminuer le degré d'alcool, la porter à la bouche puis souffler et l'avaler cul sec. L'arôme se diffuse alors sur tout le palais.
Ce mode de consommation particulier est souligné par la devise de la boisson : Shake, Shoot and Strike que l'on peut lire sur toutes les bouteilles.